# Проект «Блюбёрд»
Проект «Блюбёрд» (Project BLUEBIRD, от англ. bluebird — синешейка) — кодовое имя программы по исследованию контроля над разумом, проводимой ЦРУ с 1950 по 1953 годы. В течение этого времени ЦРУ санкционировало проведение лицензированными психиатрами различных экспериментов над сознанием человека. Эксперименты проводились с различными целями, включая, но не ограничиваясь: создание новых личностей, стимулирование амнезии, внедрение постгипнотических команд в разум объекта, создание мультиличностей, формирование ложных воспоминаний. Исследования также включали внедрение электродов в мозг людей и контролирование их поведения при помощи дистанционных передатчиков, ежедневное назначение ЛСД-25 в течение длительных промежутков времени и использование электрошоковой терапии для стирания памяти. Первоначально для экспериментов старались использовать добровольцев.

## Описание
В 1949 в Edgewood Arsenal ЦРУ начало проект «Блюбёрд» при помощи немецких учёных с целью создать сыворотку правды. Проект «Блюбёрд» эволюционировал в Проект ARTICHOKE, а позже — в проект «МК-Ультра».